# جين رينولدز (سياسي)
جين رينولدز (بالإنجليزية: Gene Reynolds)‏ هو سياسي أمريكي، ولد في 1 ديسمبر 1950 في شريفبورت في الولايات المتحدة. حزبياً، نشط في الحزب الديمقراطي. وقد انتخب عضو مجلس نواب لويزيانا.